# 边缘之舞
边缘之舞（英語：Dancing on the Edge）是一部英国电视剧，讲述了伦敦1930年代的一支黑爵士乐队的经历。
本剧中，有同情心却坏脾气的Wesley Holt管理着由有天赋的音乐人组成的黑爵士乐队。在记者斯坦利·米切尔（馬修·古德饰）的巧妙帮助下，乐队得以在帝国酒店现场演出。无数的贵族，甚至皇室，都要求乐队在派对上演出。包括雄心勃勃的美国商人沃尔特·马斯特森（約翰·古德曼饰）和他的热情员工朱利安，都来采访、摄影此乐队。由于乐队的成功，他们得以录制唱片。但是坏事降临，一系列可能威胁乐队前途的事件即将发生。
本剧在2013年于英國廣播公司第二台播出。
本剧入选第71屆金球獎的三个奖项。